# Ruta del Ron

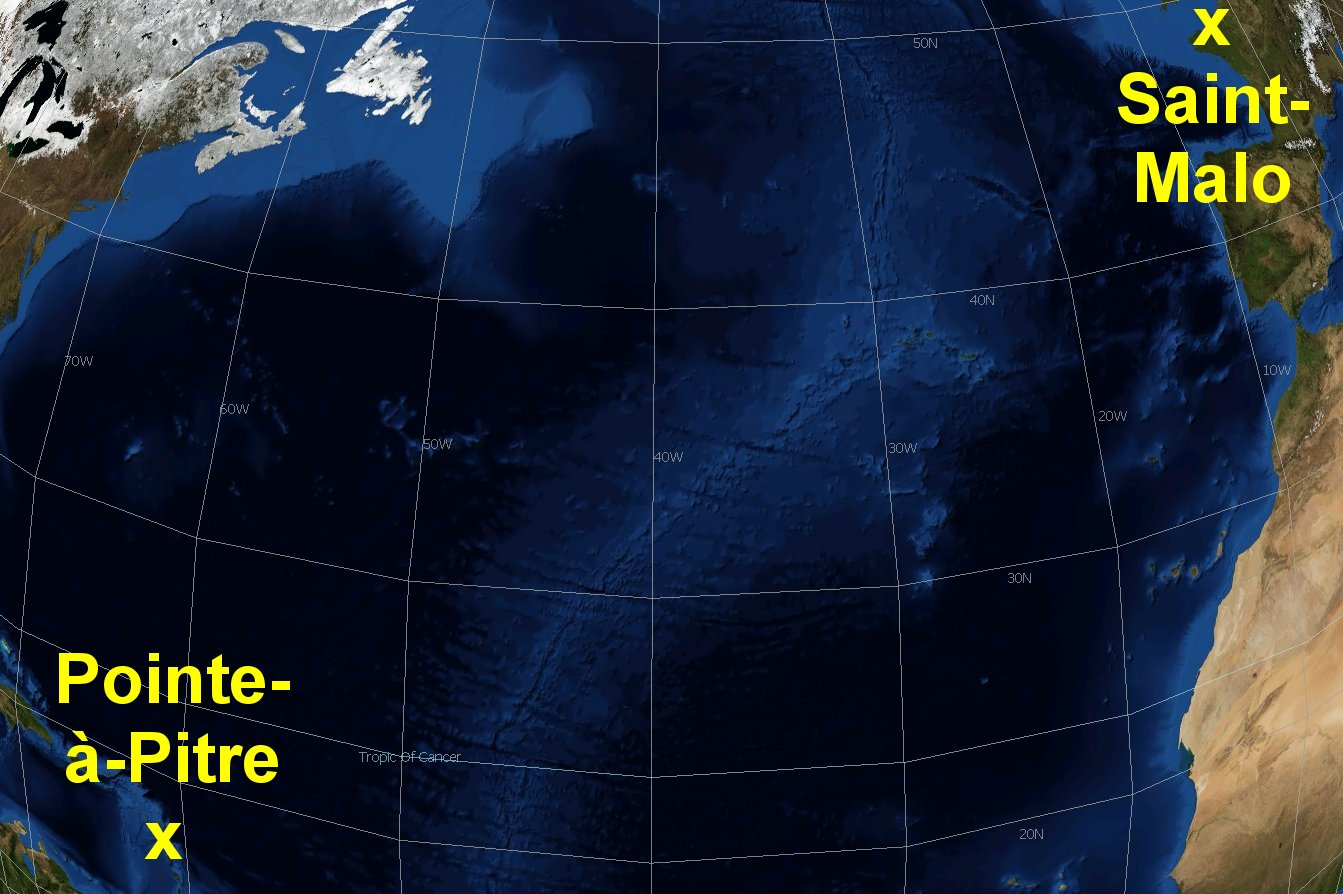
Puertos de origen y destino de la regata.

La Ruta del Ron (en idioma francés y oficialmente Route du Rhum) es una regata transatlántica en solitario, sin escalas y sin asistencia, que tiene lugar cada 4 años en noviembre entre Saint-Malo, Bretaña (Francia) y Pointe-à-Pitre, Guadalupe (Antillas Francesas).

## Historia
La primera edición de la regata tuvo lugar en 1978. La ganó el canadiense Mike Birch con su barco Olympus Photo, por una diferencia de sólo 98 segundos con el segundo clasificado, Michel Malinovsky en su barco Kriter V.
El récord actual en Trimaranes está en 7d 15h 8m 32s, el 10 de noviembre de 2014, fue establecido por Loic Peyron.
El récord actual en IMOCA está en 12d 4h 38m 5s, el 14 de noviembre de 2014, fue establecido por François Gabart.
El récord actual en Class40 está en 16d, 17h, 47m 8s, el 19 de noviembre de 2014, fue establecido por Alex Pella. Convirtiéndose así, en el primer y único español en ganar una regata transoceánica en solitario.

## Palmarés
| Edición | Puesto         | Pabellón          | Capitán                | Barco          | Tiempo |
| ------- | -------------- | ----------------- | ---------------------- | -------------- | ------ |
| 1978    |                |                   |                        |                |        |
| 1       | Canadá         | Michael Birch     | Olympus photo          | 23d 6h 58'35"  |        |
| 2       | Francia        | Michel Malinovsky | Kriter V               | 23d 7h 01'13"  |        |
| 3       | Estados Unidos | Philip Weld       | Rogue Wave             | 23d 15h 51'32" |        |
| 1982    |                |                   |                        |                |        |
| 1       | Francia        | Marc Pajot        | Elf Aquitaine          | 18d 01h 38'    |        |
| 2       | Francia        | Bruno Peyron      | Jaz                    | 18d 11h 46'    |        |
| 3       | Canadá         | Michael Birch     | Vital                  | 18d 13h 44'    |        |
| 1986    |                |                   |                        |                |        |
| 1       | Francia        | Philippe Poupon   | Fleury Michon          | 14d 15h 57'    |        |
| 2       | Francia        | Bruno Peyron      | Ericsson               | 16d 17h 03'    |        |
| 3       | Francia        | Lionel Péan       | Hitachi                | 17d 07h 08'    |        |
| 1990    |                |                   |                        |                |        |
| 1       | Francia        | Florence Arthaud  | Pierre 1.er            | 14d 10h 08'    |        |
| 2       | Francia        | Philippe Poupon   | Fleury Michon          | 14d 18h 39'    |        |
| 3       | Suiza          | Laurent Bourgnon  | RMO                    | 14d 18h 46'    |        |
| 1994    |                |                   |                        |                |        |
| 1       | Suiza          | Laurent Bourgnon  | Primagaz               | 14d 06h 28'    |        |
| 2       | Francia        | Paul Vatine       | Région Haute Normandie | 14d 09h 38'    |        |
| 3       | Francia        | Yves Parlier      | Cacolac d'Aquitaine    | 15d 19h 23'    |        |
| 1998    |                |                   |                        |                |        |
| 1       | Suiza          | Laurent Bourgnon  | Primagaz               | 12d 8h 41'     |        |
| 2       | Francia        | Alain Gautier     | Brocéliande            | 12d 11h 54'    |        |
| 3       | Francia        | Franck Cammas     | Groupama               | 12d 19h 41'    |        |
| 2002    |                |                   |                        |                |        |
| 1       | Francia        | Michel Desjoyeaux | Géant                  | 13d 7h 53'     |        |
| 2       | Francia        | Marc Guillemot    | Biscuits La Trinitaine | 13d 19h 36'18" |        |
| 3       | Francia        | Lalou Roucayrol   | Banque Populaire       | 14d 07h 1'     |        |
| 2006    |                |                   |                        |                |        |
| 1       | Francia        | Lionel Lemonchois | Gitana 11              | 7d 17h 19'6"   |        |
| 2       | Francia        | Pascal Bidégorry  | Banque Populaire       | 8d 4h 25'7"    |        |
| 3       | Francia        | Thomas Coville    | Sodeb'O                | 8d 13h 39'02"  |        |
| 2010    |                |                   |                        |                |        |
| 1       | Francia        | Franck Cammas     | Groupama 3             | 9d 3h 14'47"   |        |
| 2       | Francia        | Francis Joyon     | IDEC                   | 9d 13h 50'48"  |        |
| 3       | Francia        | Thomas Coville    | Sodebo                 | 10d 3h 13'11"  |        |
| 2014    |                |                   |                        |                |        |
| 1       | Francia        | Loïck Peyron      | Banque Populaire VII   | 7d 15h 8' 32"  |        |
| 2       | Francia        | Yann Guichard     | Spindrift 2            | 8d 5h 18' 46"  |        |
| 3       | Francia        | Sébastien Josse   | Edmond de Rotschild    | 8d 14h 47' 9"  |        |

## ClasificaciónIMOCA
| Edición | Puesto      | Pabellón         | Capitán              | Barco          | Tiempo |
| ------- | ----------- | ---------------- | -------------------- | -------------- | ------ |
| 2002    |             |                  |                      |                |        |
| 1       | Reino Unido | Ellen MacArthur  | Kingfisher           | 13d 13h 31'47" |        |
| 2       | Reino Unido | Mike Golding     | Ecover               | 13d 22h 49'35" |        |
| 3       | Francia     | Joé Seeten       | Arcelor-Dunkerque    | 16d 00h 51'51" |        |
| 2006    |             |                  |                      |                |        |
| 1       | Francia     | Rolland Jourdain | Sill & Veolia        | 12d 11h 58'58" |        |
| 2       | Francia     | Jean Le Cam      | VM Matériaux         | 12d 12h 26'53" |        |
| 3       | Francia     | Jean-Pierre Dick | Virbac-Paprec        | 12d 20h 27'58" |        |
| 2010    |             |                  |                      |                |        |
| 1       | Francia     | Rolland Jourdain | Veolia Environnement | 13d 17h 10'56" |        |
| 2       | Francia     | Armel Le Cléac’h | Brit Air             | 14d 1h 6'7"    |        |
| 3       | Francia     | Marc Guillemot   | Safran               | 14d 12h 28'2"  |        |
| 2014    |             |                  |                      |                |        |
| 1       | Francia     | François Gabart  | Macif                | 12d 4h 38'55"  |        |
| 2       | Francia     | Jeremie Beyou    | Maitre Coq           | 12d 12h 11'18" |        |
| 3       | Francia     | Marc Guillemot   | Safran               | 13d 1h 59'20"  |        |

## Clasificación Multicascos 50 pies
| Edición | Puesto  | Pabellón              | Capitán                                                      | Barco          | Tiempo |
| ------- | ------- | --------------------- | ------------------------------------------------------------ | -------------- | ------ |
| 2002    |         |                       |                                                              |                |        |
| 1       | Francia | Franck-Yves Escoffier | Crêpes Whaou                                                 | 16d 23h 9'42"  |        |
| 2       | Francia | Anne Caseneuve        | YachtingCasino.com                                           | 17d 22h 37'7"  |        |
| 3       | Francia | Hervé Cleris          | Vaincre la mucoviscidose                                     | 18d 18h 55'52" |        |
| 2006    |         |                       |                                                              |                |        |
| 1       | Francia | Franck-Yves Escoffier | Crêpes Whaou                                                 | 11d 17h 28'11" |        |
| 2       | Francia | Éric Bruneel          | Trilogic                                                     | 13d 14h 58'35" |        |
| 3       | Francia | Victorien Erussard    | Laiterie de Saint-Malo                                       | 16d 18h 29'54" |        |
| 2010    |         |                       |                                                              |                |        |
| 1       | Francia | Lionel Lemonchois     | Prince de Bretagne                                           | 15d 4h 50'48"  |        |
| 2       | Francia | Lalou Roucayrol       | Région Aquitaine - Port Médoc                                | 15d 12h 30'14" |        |
| 3       | Francia | Loïc Fequet           | Maître Jacques                                               | 15d 14h 28'26" |        |
| 2014    |         |                       |                                                              |                |        |
| 1       | Francia | Erwan Leroux          | Fenetrea Cardinal                                            | 11d 5h 13'55"  |        |
| 2       | Francia | Lalou Roucayrol       | Arkema Région Aquitaine                                      | 11d 21h 29'10" |        |
| 3       | Francia | Gilles Lamire         | Rennes Metropole - Saint Malo Agglomeration - Maitre Jacques | 12d 10h 44'37" |        |

## Clasificación Monocascos 40 pies
| Edición | Puesto      | Pabellón               | Capitán                   | Barco          | Tiempo |
| ------- | ----------- | ---------------------- | ------------------------- | -------------- | ------ |
| 2006    |             |                        |                           |                |        |
| 1       | Reino Unido | Phil Sharp             | PSR                       | 18d 10h 21'01" |        |
| 2       | Francia     | Gildas Morvan          | Oyster Funds              | 19d 08h 52'00" |        |
| 3       | Reino Unido | Ian Munslow            | Boland Mills              | 21d 09h 45'31" |        |
| 2010    |             |                        |                           |                |        |
| 1       | Francia     | Thomas Ruyant          | Destination Dunkerque     | 17d 23h 10'17" |        |
| 2       | Francia     | Nicolas Troussel       | Crédit Mutuel de Bretagne | 18d 2h 40'15"  |        |
| 3       | Francia     | Yvan Noblet            | Appart City               | 18d 6h 38'17"  |        |
| 2014    |             |                        |                           |                |        |
| 1       | España      | Alex Pella             | Tales II                  | 16d 17h 47'8"  |        |
| 2       | Francia     | Thibault Vauchel-Camus | Solidaires en peloton     | 17d 4h 33'41"  |        |
| 3       | Francia     | Kit de Pavant          | Otio - Bastide Medical    | 17d 5h 7'3"    |        |

## Clasificación Categoría Rhum
| Edición | Puesto      | Pabellón            | Capitán              | Barco           | Tiempo |
| ------- | ----------- | ------------------- | -------------------- | --------------- | ------ |
| 2010    |             |                     |                      |                 |        |
| 1       | Italia      | Andrea Mura         | Vento di Sardegna    | 19d 09h 40'30"  |        |
| 2       | Francia     | Luc Coquelin        | Pour le Rire Médecin | 20d 13d 15' 36" |        |
| 3       | Francia     | Julien Mabit        | monopticien.com      | 22d 7h 42'56"   |        |
| 2014    |             |                     |                      |                 |        |
| 1       | Francia     | Anne Caseneuve      | ANEO                 | 17d 7h 6'3"     |        |
| 2       | Italia      | Andrea Mura         | Vento di Sardegna    | 20d 2h 19'36"   |        |
| 3       | Reino Unido | Robin Knox-Johnston | Grey Power           | 20d 7h 52'22"   |        |